# Terminalia erici-rosenii
Terminalia erici-rosenii är en tvåhjärtbladig växtart som beskrevs av R. E. Fries. Terminalia erici-rosenii ingår i släktet Terminalia och familjen Combretaceae. Inga underarter finns listade i Catalogue of Life.